# Llista de topònims de Corçà
Llista de topònims (noms propis de lloc) del municipi de Corçà, al Baix Empordà
Informació actualitzada per un bot. Els canvis manuals es perdran quan s'actualitzi!

## casa
| imatge | Nom            | Ubicat a | instància de | Detalls                     | coordenades                                          | Protecció                                  | Commons (més fotos) | Dades a WD                    |
| ------ | -------------- | -------- | ------------ | --------------------------- | ---------------------------------------------------- | ------------------------------------------ | ------------------- | ----------------------------- |
|        | Can Carreres   | Corçà    | casa         | Estil: arquitectura popular | 41° 59′ 58″ N, 3° 01′ 58″ E / 41.999404°N,3.032913°E | bé integrant del patrimoni cultural català |                     | Modifica les dades a Wikidata |
|        | Can Julia      | Corçà    | casa         | Estil: arquitectura gòtica  | 42° 00′ 19″ N, 3° 02′ 39″ E / 42.005219°N,3.04413°E  | bé integrant del patrimoni cultural català |                     | Modifica les dades a Wikidata |
|        | Can Plaja      | Corçà    | casa         | Estil: arquitectura popular | 42° 00′ 03″ N, 3° 02′ 11″ E / 42.00084°N,3.036291°E  | bé integrant del patrimoni cultural català |                     | Modifica les dades a Wikidata |
|        | Can Raset      | Corçà    | casa         | Estil: arquitectura popular | 42° 00′ 18″ N, 3° 02′ 39″ E / 42.004918°N,3.044033°E | bé integrant del patrimoni cultural català |                     | Modifica les dades a Wikidata |
|        | Can Recó Bonic | Corçà    | casa         | Estil: gòtic tardà          | 41° 59′ 58″ N, 3° 01′ 57″ E / 41.999566°N,3.032611°E | bé integrant del patrimoni cultural català |                     | Modifica les dades a Wikidata |
|        | Can Ribot      | Corçà    | casa         | Estil: arquitectura popular | 42° 00′ 21″ N, 3° 02′ 39″ E / 42.005935°N,3.044137°E | bé integrant del patrimoni cultural català |                     | Modifica les dades a Wikidata |
|        | Can Ribot      | Corçà    | casa         |                             | 42° 00′ 04″ N, 3° 01′ 45″ E / 42.00122°N,3.029159°E  | bé integrant del patrimoni cultural català |                     | Modifica les dades a Wikidata |
|        | Can Tòfol      | Corçà    | casa         | Estil: arquitectura popular | 42° 00′ 22″ N, 3° 02′ 35″ E / 42.005994°N,3.042941°E | bé integrant del patrimoni cultural català |                     | Modifica les dades a Wikidata |

## castell
| imatge | Nom                 | Ubicat a | instància de | Detalls                     | coordenades                                          | Protecció                                            | Commons (més fotos) | Dades a WD                    |
| ------ | ------------------- | -------- | ------------ | --------------------------- | ---------------------------------------------------- | ---------------------------------------------------- | ------------------- | ----------------------------- |
|        | Castell de Corçà    | Corçà    | castell      |                             | 41° 59′ 25″ N, 3° 01′ 05″ E / 41.990219°N,3.018081°E | bé d'interès cultural bé cultural d'interès nacional |                     | Modifica les dades a Wikidata |
|        | Castell de l'Alberg | Corçà    | castell      | Estil: arquitectura popular | 41° 59′ 23″ N, 3° 00′ 55″ E / 41.9896°N,3.01522°E    | bé d'interès cultural bé cultural d'interès nacional | Castell de l'Alberg | Modifica les dades a Wikidata |

## curs d'aigua
| imatge | Nom    | Ubicat a                                                                           | instància de     | Detalls                                    | coordenades                                                                                               | Protecció | Commons (més fotos) | Dades a WD                    |
| ------ | ------ | ---------------------------------------------------------------------------------- | ---------------- | ------------------------------------------ | --- | --------- | ------------------- | ----------------------------- |
|        | Daró   | Baix Empordà                                                                       | curs d'aigua riu | Desemboca: Ter Llarg: 43km Conca: 319.8km² | 41° 53′ 09″ N, 2° 58′ 22″ E / 41.885791°N,2.972687°E 42° 02′ 15″ N, 3° 07′ 05″ E / 42.037622°N,3.118117°E |           | Daró                | Modifica les dades a Wikidata |
|        | Rissec | Quart Sant Martí Vell Madremanya Cruïlles, Monells i Sant Sadurní de l'Heura Corçà | curs d'aigua     | Desemboca: Daró                            | 41° 58′ 27″ N, 2° 53′ 43″ E / 41.974268°N,2.89536°E 41° 59′ 22″ N, 3° 02′ 32″ E / 41.989416°N,3.042146°E  |           | Rissec              | Modifica les dades a Wikidata |

## disseminat
| imatge | Nom            | Ubicat a | instància de | Detalls | coordenades                                                         | Protecció | Commons (més fotos) | Dades a WD                    |
| ------ | -------------- | -------- | ------------ | ------- | ------------------------------------------------------------------- | --------- | ------------------- | ----------------------------- |
|        | Anyells        | Corçà    | disseminat   | 14 hab  | 41° 59′ 36″ N, 3° 00′ 22″ E / 41.99328°N,3.00619°E 100 msnm         |           |                     | Modifica les dades a Wikidata |
|        | Rissec         | Corçà    | disseminat   |         | 41° 58′ 55″ N, 3° 01′ 01″ E / 41.9818933022055°N,3.01688775351982°E |           |                     | Modifica les dades a Wikidata |
|        | Santa Cristina | Corçà    | disseminat   |         | 41° 59′ 09″ N, 3° 00′ 18″ E / 41.985789782867°N,3.0049099517803°E   |           |                     | Modifica les dades a Wikidata |
|        | Torreguinarda  | Corçà    | disseminat   |         | 41° 58′ 35″ N, 3° 01′ 20″ E / 41.9764343565336°N,3.02210066895985°E |           |                     | Modifica les dades a Wikidata |

## edifici
| imatge | Nom                  | Ubicat a  | instància de | Detalls                        | coordenades                                                                   | Protecció                                  | Commons (més fotos)          | Dades a WD                    |
| ------ | -------------------- | --------- | ------------ | ------------------------------ | ----------------------------------------------------------------------------- | ------------------------------------------ | ---------------------------- | ----------------------------- |
|        | Escoles de Casavells | Casavells | edifici      | Estil: arquitectura modernista | 41° 59′ 59″ N, 3° 01′ 57″ E / 41.999832°N,3.032509°E ca:Carrer de les Escoles | bé integrant del patrimoni cultural català | Escoles de Casavells         | Modifica les dades a Wikidata |
|        | Finestra a Casavells | Corçà     | edifici      | Estil: arquitectura gòtica     | 42° 00′ 04″ N, 3° 01′ 44″ E / 42.001166°N,3.028851°E                          | bé integrant del patrimoni cultural català |                              | Modifica les dades a Wikidata |
|        | Forn de Can Dalmau   | Corçà     | edifici      | Estil: arquitectura popular    | 42° 00′ 22″ N, 3° 02′ 41″ E / 42.006057°N,3.044596°E                          | bé integrant del patrimoni cultural català |                              | Modifica les dades a Wikidata |
|        | Graonada per a cobla | Corçà     | edifici      | Estil: arquitectura popular    | 42° 00′ 30″ N, 2° 59′ 41″ E / 42.0082°N,2.99468°E                             | bé integrant del patrimoni cultural català | Graonada per a cobla (Corçà) | Modifica les dades a Wikidata |
|        | Rajoleria Planils    | Corçà     | edifici      | Estil: arquitectura popular    | 41° 59′ 27″ N, 2° 59′ 36″ E / 41.990959°N,2.993203°E                          | bé integrant del patrimoni cultural català |                              | Modifica les dades a Wikidata |
|        | la Pertusa           | Corçà     | edifici      |                                |                                                                               |                                            |                              | Modifica les dades a Wikidata |

## entitat singular de població
| imatge | Nom             | Ubicat a | instància de                                                                   | Detalls | coordenades                                                                                    | Protecció | Commons (més fotos) | Dades a WD                    |
| ------ | --------------- | -------- | ------------------------------------------------------------------------------ | ------- | ---------------------------------------------------------------------------------------------- | --------- | ------------------- | ----------------------------- |
|        | Casavells       | Corçà    | entitat singular de població ens local històric de Catalunya                   | 207 hab | 42° 00′ 00″ N, 3° 01′ 57″ E / 42°N,3.0325°E ca:Carretera C-252, km 5 41 msnm                   |           | Casavells           | Modifica les dades a Wikidata |
|        | Cassà de Pelràs | Corçà    | entitat singular de població ens local històric de Catalunya                   | 56 hab  | 42° 00′ 31″ N, 2° 59′ 44″ E / 42.00861111°N,2.99555556°E 127 msnm                              |           | Cassà de Pelràs     | Modifica les dades a Wikidata |
|        | Corçà           | Corçà    | entitat singular de població ens local històric de Catalunya capital municipal | 988 hab | 41° 59′ 22″ N, 3° 01′ 04″ E / 41.989436°N,3.017828°E 42 msnm                                   |           |                     | Modifica les dades a Wikidata |
|        | Matajudaica     | Corçà    | entitat singular de població ens local històric de Catalunya                   | 31 hab  | 42° 00′ 20″ N, 3° 02′ 39″ E / 42.005556°N,3.044167°E ca:Ctra. de Casavells a Ullastret 30 msnm |           | Matajudaica         | Modifica les dades a Wikidata |

## església
| imatge | Nom                          | Ubicat a | instància de | Detalls                      | coordenades                                                                                 | Protecció                                  | Commons (més fotos)          | Dades a WD                    |
| ------ | ---------------------------- | -------- | ------------ | ---------------------------- | ------------------------------------------------------------------------------------------- | ------------------------------------------ | ---------------------------- | ----------------------------- |
|        | Sant Genís de Casavells      | Corçà    | església     | Estil: arquitectura romànica | 41° 59′ 59″ N, 3° 01′ 59″ E / 41.9997°N,3.03306°E ca:Casavells. Plaça de l'Església         | bé integrant del patrimoni cultural català | Sant Genís de Casavells      | Modifica les dades a Wikidata |
|        | Sant Joan de Matajudaica     | Corçà    | església     | Estil: arquitectura romànica | 42° 00′ 20″ N, 3° 02′ 39″ E / 42.005518°N,3.044122°E ca:Matajudaica. Carrer de l'Església   | bé integrant del patrimoni cultural català | Sant Joan de Matajudaica     | Modifica les dades a Wikidata |
|        | Sant Julià de Corçà          | Corçà    | església     | Estil: arquitectura romànica | 41° 59′ 22″ N, 3° 01′ 02″ E / 41.989468°N,3.017131°E                                        | bé integrant del patrimoni cultural català | Sant Julià de Corçà          | Modifica les dades a Wikidata |
|        | Sant Martí de Caçà de Pelràs | Corçà    | església     | Estil: arquitectura romànica | 42° 00′ 29″ N, 2° 59′ 40″ E / 42.007934°N,2.994575°E ca:Caçà de Pelràs. Plaça de l'Església | bé integrant del patrimoni cultural català | Sant Martí de Caçà de Pelràs | Modifica les dades a Wikidata |
|        | Sant Sebastià de Corçà       | Corçà    | església     | Estil: arquitectura popular  | 41° 59′ 29″ N, 3° 00′ 56″ E / 41.99145°N,3.015662°E                                         | bé integrant del patrimoni cultural català | Sant Sebastià de Corçà       | Modifica les dades a Wikidata |
|        | Santa Cristina de Corçà      | Corçà    | església     | Estil: arquitectura romànica | 41° 58′ 51″ N, 3° 00′ 35″ E / 41.9809°N,3.00961°E                                           | bé integrant del patrimoni cultural català | Santa Cristina de Corçà      | Modifica les dades a Wikidata |

## granja
| imatge | Nom            | Ubicat a | instància de | Detalls | coordenades                                                         | Protecció | Commons (més fotos) | Dades a WD                    |
| ------ | -------------- | -------- | ------------ | ------- | ------------------------------------------------------------------- | --------- | ------------------- | ----------------------------- |
|        | Granges Ramió  | Corçà    | granja       |         | 41° 59′ 43″ N, 3° 01′ 43″ E / 41.9953919906541°N,3.02865125524477°E |           |                     | Modifica les dades a Wikidata |
|        | Granja Borrell | Corçà    | granja       |         | 41° 59′ 50″ N, 3° 01′ 32″ E / 41.9972751257949°N,3.0255128053661°E  |           |                     | Modifica les dades a Wikidata |

## masia
| imatge | Nom                       | Ubicat a      | instància de     | Detalls                                                      | coordenades                                                                                         | Protecció                                            | Commons (més fotos)   | Dades a WD                    |
| ------ | ------------------------- | ------------- | ---------------- | ------------------------------------------------------------ | --------------------------------------------------------------------------------------------------- | ---------------------------------------------------- | --------------------- | ----------------------------- |
|        | Ca l'Anguila              | Corçà         | masia            |                                                              | 42° 00′ 21″ N, 3° 01′ 54″ E / 42.0057849161471°N,3.03157826593602°E                                 |                                                      |                       | Modifica les dades a Wikidata |
|        | Ca l'Esclopeter           | Corçà         | masia            |                                                              | 41° 59′ 28″ N, 2° 59′ 24″ E / 41.991175°N,2.99008056°E                                              |                                                      |                       | Modifica les dades a Wikidata |
|        | Ca l'Hortalà              | Corçà         | masia            |                                                              | 42° 00′ 11″ N, 2° 59′ 50″ E / 42.0029701436923°N,2.99733136167807°E                                 |                                                      |                       | Modifica les dades a Wikidata |
|        | Ca l'Hortolà              | Corçà         | masia            |                                                              | 41° 59′ 59″ N, 3° 00′ 11″ E / 41.9998087947755°N,3.00304282158426°E                                 |                                                      |                       | Modifica les dades a Wikidata |
|        | Can Bassa                 | Corçà         | masia            |                                                              | 41° 58′ 59″ N, 3° 01′ 40″ E / 41.98308452899°N,3.027845429374°E                                     |                                                      |                       | Modifica les dades a Wikidata |
|        | Can Bernat                | Corçà         | masia            |                                                              | 41° 59′ 43″ N, 3° 00′ 32″ E / 41.9953952277028°N,3.00881391381069°E                                 |                                                      |                       | Modifica les dades a Wikidata |
|        | Can Bonic                 | Corçà         | masia            |                                                              | 42° 00′ 02″ N, 3° 01′ 54″ E / 42.0006691325355°N,3.03157573644107°E                                 |                                                      |                       | Modifica les dades a Wikidata |
|        | Can Bosquets              | Corçà         | masia            |                                                              | 42° 00′ 13″ N, 3° 01′ 51″ E / 42.0036145277989°N,3.03078021576926°E                                 |                                                      |                       | Modifica les dades a Wikidata |
|        | Can Carbó                 | Corçà         | masia            |                                                              | 42° 00′ 22″ N, 2° 59′ 37″ E / 42.0062033934245°N,2.99370845718698°E                                 |                                                      |                       | Modifica les dades a Wikidata |
|        | Can Casadavall            | Corçà         | masia            |                                                              | 41° 59′ 35″ N, 3° 00′ 36″ E / 41.9931254534859°N,3.00993642923288°E                                 |                                                      |                       | Modifica les dades a Wikidata |
|        | Can Clotes                | Corçà         | masia            |                                                              | 41° 58′ 49″ N, 3° 01′ 57″ E / 41.9801516323054°N,3.03256748906°E                                    |                                                      |                       | Modifica les dades a Wikidata |
|        | Can Ferran                | Corçà         | masia            | Estil: arquitectura popular                                  | 41° 59′ 41″ N, 3° 02′ 06″ E / 41.994725°N,3.03508°E                                                 | bé integrant del patrimoni cultural català           |                       | Modifica les dades a Wikidata |
|        | Can Figueres              | Corçà         | masia            |                                                              | 42° 00′ 19″ N, 3° 02′ 33″ E / 42.0054121657903°N,3.04237380033786°E                                 |                                                      |                       | Modifica les dades a Wikidata |
|        | Can Fuertes               | Corçà         | masia            |                                                              | 41° 58′ 17″ N, 3° 00′ 55″ E / 41.9713196418498°N,3.01538836625436°E                                 |                                                      |                       | Modifica les dades a Wikidata |
|        | Can Gener                 | Corçà         | masia            |                                                              | 42° 00′ 29″ N, 3° 02′ 30″ E / 42.008078370054°N,3.04173552828546°E                                  |                                                      |                       | Modifica les dades a Wikidata |
|        | Can Giralt                | Corçà         | masia            |                                                              | 42° 00′ 06″ N, 3° 00′ 11″ E / 42.0016371512302°N,3.00292215834695°E                                 |                                                      |                       | Modifica les dades a Wikidata |
|        | Can Janperes              | Corçà         | masia            |                                                              | 41° 59′ 59″ N, 2° 59′ 42″ E / 41.9998447570981°N,2.99509767357658°E                                 |                                                      |                       | Modifica les dades a Wikidata |
|        | Can Lilou                 | Corçà         | masia            |                                                              | 41° 59′ 47″ N, 3° 00′ 11″ E / 41.9962601655058°N,3.00307887459565°E                                 |                                                      |                       | Modifica les dades a Wikidata |
|        | Can Madrenes              | Corçà         | masia            |                                                              | 41° 58′ 57″ N, 3° 01′ 47″ E / 41.9826022326121°N,3.02969573577993°E                                 |                                                      |                       | Modifica les dades a Wikidata |
|        | Can Mercader              | Corçà         | masia            |                                                              | 41° 59′ 37″ N, 3° 00′ 23″ E / 41.9935850430564°N,3.00644725563042°E                                 |                                                      |                       | Modifica les dades a Wikidata |
|        | Can Moner                 | Corçà         | masia            |                                                              | 41° 59′ 37″ N, 3° 00′ 25″ E / 41.993657071968°N,3.00686983631042°E                                  |                                                      |                       | Modifica les dades a Wikidata |
|        | Can Pastor                | Corçà         | masia            |                                                              | 41° 59′ 39″ N, 3° 00′ 32″ E / 41.9942333590684°N,3.00891034258629°E                                 |                                                      |                       | Modifica les dades a Wikidata |
|        | Can Ponç                  | Corçà         | masia            |                                                              | 41° 59′ 38″ N, 2° 59′ 34″ E / 41.9940083191749°N,2.99291280125448°E                                 |                                                      |                       | Modifica les dades a Wikidata |
|        | Can Ramió                 | Corçà         | masia            |                                                              | 42° 00′ 23″ N, 3° 01′ 49″ E / 42.0062896752519°N,3.03014148177786°E                                 |                                                      |                       | Modifica les dades a Wikidata |
|        | Can Saló                  | Corçà         | masia casa forta | Estil: arquitectura gòtica                                   | 42° 00′ 00″ N, 3° 01′ 55″ E / 42.00003°N,3.032056°E                                                 | bé integrant del patrimoni cultural català           | Can Saló (Corçà)      | Modifica les dades a Wikidata |
|        | Can Xerot                 | Corçà         | masia            |                                                              | 41° 59′ 51″ N, 2° 59′ 37″ E / 41.9974579097855°N,2.99349198225846°E                                 |                                                      |                       | Modifica les dades a Wikidata |
|        | Can Xocolater             | Corçà         | masia            |                                                              | 41° 59′ 43″ N, 2° 59′ 33″ E / 41.9954043270885°N,2.99249006140849°E                                 |                                                      |                       | Modifica les dades a Wikidata |
|        | Mas Borrell               | Corçà         | masia            |                                                              | 41° 59′ 50″ N, 3° 01′ 36″ E / 41.997175780531°N,3.02670811059163°E                                  |                                                      |                       | Modifica les dades a Wikidata |
|        | Mas Cornell               | Corçà         | masia            |                                                              | 41° 59′ 29″ N, 3° 01′ 11″ E / 41.9913408658674°N,3.01972742627045°E                                 |                                                      |                       | Modifica les dades a Wikidata |
|        | Mas Gironès               | Corçà         | masia            |                                                              | 41° 58′ 53″ N, 3° 00′ 59″ E / 41.9812539071022°N,3.01633231016802°E                                 |                                                      |                       | Modifica les dades a Wikidata |
|        | Mas Güell                 | Corçà         | masia            |                                                              | 41° 59′ 34″ N, 3° 00′ 07″ E / 41.9926575187134°N,3.00200417396375°E                                 |                                                      |                       | Modifica les dades a Wikidata |
|        | Mas Llobet                | Corçà         | masia            |                                                              | 41° 59′ 44″ N, 2° 59′ 40″ E / 41.9955485422432°N,2.99438564416515°E                                 |                                                      |                       | Modifica les dades a Wikidata |
|        | Mas Mascaró               | Corçà         | masia            |                                                              | 41° 59′ 38″ N, 2° 59′ 36″ E / 41.9938552386058°N,2.99346820215685°E                                 |                                                      |                       | Modifica les dades a Wikidata |
|        | Mas Mata                  | Corçà         | masia            |                                                              | 41° 58′ 56″ N, 3° 01′ 02″ E / 41.9821003914578°N,3.01732237657183°E                                 |                                                      |                       | Modifica les dades a Wikidata |
|        | Mas Mir                   | Corçà         | masia            |                                                              | 41° 59′ 15″ N, 3° 01′ 23″ E / 41.9874673975042°N,3.02292540479596°E                                 |                                                      |                       | Modifica les dades a Wikidata |
|        | Mas Negre                 | Corçà         | masia            |                                                              | 41° 59′ 09″ N, 3° 01′ 04″ E / 41.98577506124°N,3.01772174986078°E                                   |                                                      |                       | Modifica les dades a Wikidata |
|        | Mas Nou                   | Corçà         | masia            |                                                              | 42° 00′ 05″ N, 3° 01′ 21″ E / 42.0014368376053°N,3.02249571864092°E                                 |                                                      |                       | Modifica les dades a Wikidata |
|        | Mas Pagès                 | Corçà         | masia            |                                                              | 42° 00′ 31″ N, 2° 59′ 45″ E / 42.0086°N,2.99574°E                                                   | bé integrant del patrimoni cultural català           |                       | Modifica les dades a Wikidata |
|        | Mas Pucams                | Corçà         | masia            |                                                              | 41° 59′ 09″ N, 3° 00′ 55″ E / 41.9857483900999°N,3.01529526410893°E                                 |                                                      |                       | Modifica les dades a Wikidata |
|        | Mas Terrades              | Corçà         | masia            |                                                              | 42° 00′ 04″ N, 3° 00′ 11″ E / 42.0012408551321°N,3.00303081485104°E                                 |                                                      |                       | Modifica les dades a Wikidata |
|        | Mas Vidal                 | Corçà         | masia            |                                                              | 41° 59′ 33″ N, 3° 00′ 28″ E / 41.9925401786604°N,3.0078838746639°E                                  |                                                      |                       | Modifica les dades a Wikidata |
|        | Mas Vilosa                | Corçà         | masia            |                                                              | 41° 59′ 26″ N, 3° 01′ 06″ E / 41.990486°N,3.01821°E                                                 | bé integrant del patrimoni cultural català           |                       | Modifica les dades a Wikidata |
|        | Torre Talaia              | Corçà         | masia            |                                                              | 41° 59′ 48″ N, 3° 00′ 17″ E / 41.9965393195523°N,3.00464851725261°E                                 |                                                      |                       | Modifica les dades a Wikidata |
|        | can Casadella             | Matajudaica   | masia            | Estil: arquitectura gòtica arquitectura popular 16th century | 42° 00′ 20″ N, 3° 02′ 35″ E / 42.005562°N,3.043044°E ca:Carrer Major, 29, Matajudaica 24 msnm       | bé integrant del patrimoni cultural català           | Can Casadella         | Modifica les dades a Wikidata |
|        | can Pons Boto             | Casavells     | masia            | Estil: arquitectura popular 18th century                     | 42° 00′ 00″ N, 3° 02′ 00″ E / 42.000038°N,3.033237°E ca:Carrer de Sant Genís, 13, Casavells 43 msnm | bé integrant del patrimoni cultural català           | Can Pons Boto         | Modifica les dades a Wikidata |
|        | can Savall                | Corçà Planils | masia casa forta | Estil: arquitectura popular 15th century                     | 41° 59′ 52″ N, 2° 59′ 35″ E / 41.997769°N,2.993183°E 95 msnm                                        | bé d'interès cultural bé cultural d'interès nacional | Can Savall de Planils | Modifica les dades a Wikidata |
|        | fortificació de Casavells | Corçà         | masia casa forta |                                                              | 42° 00′ 07″ N, 3° 02′ 00″ E / 42.0019°N,3.03341°E                                                   | bé d'interès cultural bé cultural d'interès nacional |                       | Modifica les dades a Wikidata |
|        | la Pallissa               | Corçà         | masia            |                                                              | 41° 59′ 24″ N, 2° 59′ 48″ E / 41.9899464760349°N,2.99664375469657°E                                 |                                                      |                       | Modifica les dades a Wikidata |
|        | la Torre                  | Corçà         | masia            |                                                              | 41° 59′ 52″ N, 2° 59′ 37″ E / 41.9976650733553°N,2.99367307540504°E                                 |                                                      |                       | Modifica les dades a Wikidata |

## muntanya
| imatge | Nom              | Ubicat a | instància de | Detalls | coordenades                                                        | Protecció | Commons (més fotos) | Dades a WD                    |
| ------ | ---------------- | -------- | ------------ | ------- | ------------------------------------------------------------------ | --------- | ------------------- | ----------------------------- |
|        | Puig Cornell     | Corçà    | muntanya     |         | 41° 59′ 47″ N, 3° 01′ 21″ E / 41.996357°N,3.022556°E 77 msnm       |           | Puig Cornell        | Modifica les dades a Wikidata |
|        | Puig Rodó        | Corçà    | muntanya     |         | 42° 00′ 11″ N, 3° 00′ 53″ E / 42.0031°N,3.01478°E 128.5 msnm       |           |                     | Modifica les dades a Wikidata |
|        | Puig de la Serra | Corçà    | muntanya     |         | 41° 59′ 25″ N, 3° 02′ 10″ E / 41.9902°N,3.03617°E 42.6 msnm        |           |                     | Modifica les dades a Wikidata |
|        | Puig dels Moros  | Corçà    | muntanya     |         | 42° 00′ 52″ N, 3° 02′ 08″ E / 42.01430556°N,3.03553306°E 55.1 msnm |           |                     | Modifica les dades a Wikidata |

## pont
| imatge | Nom                  | Ubicat a | instància de | Detalls                     | coordenades                                                         | Protecció                                  | Commons (més fotos) | Dades a WD                    |
| ------ | -------------------- | -------- | ------------ | --------------------------- | ------------------------------------------------------------------- | ------------------------------------------ | ------------------- | ----------------------------- |
|        | Pont Vell            | Corçà    | pont         | Estil: arquitectura popular | 41° 59′ 20″ N, 3° 01′ 01″ E / 41.988834°N,3.016911°E                | bé integrant del patrimoni cultural català |                     | Modifica les dades a Wikidata |
|        | Pont de l'Esquerrana | Corçà    | pont         |                             | 42° 00′ 36″ N, 3° 01′ 49″ E / 42.0099012733292°N,3.03040887182451°E |                                            |                     | Modifica les dades a Wikidata |
|        | Pont del Rissec      | Corçà    | pont         |                             | 41° 58′ 52″ N, 3° 01′ 21″ E / 41.9812078232674°N,3.02253688178656°E |                                            |                     | Modifica les dades a Wikidata |

## Misc
| imatge | Nom                            | Ubicat a                                          | instància de                                           | Detalls                                  | coordenades | Protecció                                            | Commons (més fotos)    | Dades a WD                    |
| ------ | ------------------------------ | ------------------------------------------------- | ------------------------------------------------------ | ---------------------------------------- | --- | ---------------------------------------------------- | ---------------------- | ----------------------------- |
|        | Carrer Unió                    | Corçà                                             | carrer                                                 |                                          | 42° 00′ 19″ N, 3° 02′ 38″ E / 42.005264°N,3.043834°E                                                              | bé integrant del patrimoni cultural català           |                        | Modifica les dades a Wikidata |
|        | Forn de calç del Mas Xocolater | Corçà                                             | forn de calç                                           | Estil: arquitectura popular              | | bé integrant del patrimoni cultural català           |                        | Modifica les dades a Wikidata |
|        | Muralles de Corçà              | Corçà                                             | muralla urbana                                         |                                          | 41° 59′ 25″ N, 3° 01′ 03″ E / 41.990248°N,3.0176°E                                                                | bé integrant del patrimoni cultural català           | Muralles de Corçà      | Modifica les dades a Wikidata |
|        | Planils                        | Corçà Cassà de Pelràs                             | veïnat ens local històric de Catalunya                 |                                          | 41° 59′ 41″ N, 2° 59′ 36″ E / 41.9948189453681°N,2.99333529241895°E 87 msnm                                       |                                                      | Planils                | Modifica les dades a Wikidata |
|        | Polígon industrial Rissec      | Corçà                                             | polígon industrial                                     |                                          | 41° 58′ 40″ N, 3° 01′ 23″ E / 41.9778392088033°N,3.02307886824299°E                                               |                                                      |                        | Modifica les dades a Wikidata |
|        | Santa Cristina                 | Corçà                                             | nucli d'entitat singular de població nucli de població | 688 hab                                  | 41° 59′ 12″ N, 3° 00′ 48″ E / 41.9866068°N,3.01328849°E 53 msnm                                                   |                                                      |                        | Modifica les dades a Wikidata |
|        | Torre Guinarda                 | Corçà                                             | casa forta                                             | 15th century                             | 41° 58′ 41″ N, 3° 01′ 40″ E / 41.978166666667°N,3.0276388888889°E ca:Carretera C-66, km 12,2, Corçà 32 msnm       | bé d'interès cultural bé cultural d'interès nacional | Torre Guinarda         | Modifica les dades a Wikidata |
|        | Vila romana de Puig Rodó       | Corçà                                             | vil·la romana                                          |                                          | 41° 59′ 52″ N, 3° 01′ 08″ E / 41.99782156505355°N,3.0189442634582524°E                                            |                                                      |                        | Modifica les dades a Wikidata |
|        | casa consistorial de Corçà     | Corçà                                             | casa consistorial                                      |                                          | 41° 59′ 22″ N, 3° 01′ 04″ E / 41.989318°N,3.0177269°E                                                             |                                                      |                        | Modifica les dades a Wikidata |
|        | font de Casavells              | Corçà                                             | font                                                   | Estil: arquitectura popular 20th century | 42° 00′ 05″ N, 3° 01′ 52″ E / 42.001494°N,3.031127°E ca:C. Sant Joan - camí del Mas Entreserra, Casavells 39 msnm | bé integrant del patrimoni cultural català           | Font de Casavells      | Modifica les dades a Wikidata |
|        | la Pedrera                     | Corçà                                             | pedrera                                                |                                          | 42° 00′ 17″ N, 3° 00′ 07″ E / 42.0048075161767°N,3.00194417706605°E                                               |                                                      |                        | Modifica les dades a Wikidata |
|        | nucli antic de Corçà           | Corçà                                             | centre històric                                        | Estil: arquitectura popular 15th century | 41° 59′ 24″ N, 3° 01′ 06″ E / 41.990103°N,3.01824°E ca:Carrer Major i carrers al voltant de l'església 44 msnm    | bé integrant del patrimoni cultural català           | Nucli antic de Corçà   | Modifica les dades a Wikidata |
|        | terreres de Vaca Morta         | Corçà Cruïlles, Monells i Sant Sadurní de l'Heura | zona humida                                            | Superfície: 11.42ha                      | 41° 58′ 22″ N, 3° 01′ 19″ E / 41.9729°N,3.0219°E 45 msnm                                                          |                                                      | Terreres de Vaca Morta | Modifica les dades a Wikidata |